# Aimee Mullins
Aimee Mullins (Allentown, 20 de julho de 1975) é uma atriz, atleta paralímpica, modelo e palestrante norte-americana. Ela é conhecida por ser a primeira amputada a competir contra atletas sem deficiência nos eventos da National Collegiate Athletic Association, além de competir nos Jogos Paralímpicos em 1996 em Atlanta. Em 2016 Mullins interpretou Terry Ives, mãe da protagonista Onze, na série Stranger Things.

## Início de vida
Aimee Mullins nasceu em Allentown, Pensilvânia. Ela é filha de Bernadette e Bernard Mullins, irlandês natural de Crusheen, Condado de Clare. Ela nasceu com hemimelia fibular, uma malformação congênita que se caracteriza pela ausência parcial ou completa do osso fibular. Como resultado da sua condição suas pernas foram amputadas abaixo do joelho quando Mullins tinha apenas um ano de idade, e aos dois ela aprendeu a andar com próteses.
Mullins frequentou o ensino médio na Parkland High School, em Allentown, e posteriormente recebeu uma bolsa de estudos do Departamento de Defesa dos Estados Unidos para estudar na Universidade de Georgetown, em Washington, D.C.. Na universidade, Mullins foi uma dos três alunos que ganharam uma oportunidade de estagiar em um programa de relações exteriores no Pentágono.

## Carreira

### Esporte
Enquanto estudava na Universidade de Georgetown com uma bolsa de estudos integral, Mullins competiu contra atletas sem deficiência em eventos de atletismo da Divisão I da National Collegiate Athletic Association (NCAA), e foi a primeira mulher amputada da história a competir na NCAA. Mullins também foi a primeira pessoa amputada da história (independente do sexo) a competir no atletismo da Divisão I da NCAA.
Mullins competiu nas Paralimpíadas de 1996 em Atlanta, onde fez 17,01 segundos nos 100 metros rasos na categoria T42-46, e disputou o salto em distância na categoria F42-46. Ela se aposentou do atletismo competitivo em 1998.

### Filantropia
Ela foi eleita presidente da instituição Women's Sports Foundation, fundada pela ex-tenista Billie Jean King, para representar todas as atletas americanas durante o período de 2007 a 2009. A revista Sports Illustrated a descreveu como uma das "garotas mais legais do esporte". O Women's Museum em Dallas, Texas, a incluiu em uma lista de "maiores mulheres do século XX".
Ao lado de Teresa Edwards, Mullins foi nomeada chefe de missão dos Estados Unidos nos Jogos Olímpicos de Verão de 2012 e nas Jogos Paralímpicos de Verão de 2012 em Londres.
Em 2012, ela foi indicada pela então Secretária de Estado Hillary Clinton para o Conselho do Departamento de Estado para Empoderar Mulheres e Meninas Através do Esporte, de acordo com uma ficha técnica do Departamento de Estado.

### Modelo
Em 1999, Mullins desfilou para a grife do estilista britânico Alexander McQueen, abrindo seu desfile em Londres, usando um par de pernas protéticas de madeira esculpidas à mão e feitas de cinza maciça. Ela assinou um contrato para ser um dos rostos da L'Oréal Paris e foi nomeada embaixadora global da L'Oréal em fevereiro de 2011.

### Cinema e televisão
Em 2002, Mullins atuou em Crewmaster 3, de Matthew Barney, como seis personagens diferentes. Outros trabalhos no cinema e na televisão incluem papéis em World Trade Center, Poirot, Five Little Pigs com David Suchet e Aidan Gillen, Naked in a Fishbowl, Quid Pro Quo com Vera Farmiga e Nick Stahl, e Marvelous com Amy Ryan, Michael Shannon, Ewen Bremner e Martha Plimpton. Em River of Fundament, ela continua sua parceria com Matthew Barney interpretando Isis. Ela também tem papéis em Young Ones com Nicholas Hoult, Elle Fanning e Michael Shannon, The Being Experience com Terrence Howard, Famke Janssen e Alan Cumming, Rob the Mob com Nina Arianda, Samira Wiley, Michael Pitt e Andy Garcia, e o filme de estreia de Desiree Akhavan, Appropriate Behavior. Mullins também atuou na série de televisão da NBC, Crossbones, ao lado de John Malkovich, e na série da Netflix Stranger Things, com Winona Ryder.
Ela participou do talk show The Colbert Report em 15 de abril de 2010, e declarou ter doze pares de pernas protéticas, algumas estando "em museus".

### Palestras
Mullins faz palestras sobre assuntos relacionados a corpo, identidade, design e inovação. Sua conferência TED foi traduzida para mais de 42 idiomas. Ela é creditada como uma das palestrantes que inspiraram Chris Anderson a comprar a conferência TED de Richard Saul Wurman.
Mullins makes appearances as a speaker on topics related to body, identity, design, and innovation. Her TED conference talks have been translated into 42 languages. She is credited as being one of the speakers that inspired Chris Anderson to purchase the TED conference from Richard Saul Wurman. She was named a TED "All-Star" in 2014.

## Filmografia

### Filmes
| Ano  | Título               | Papel                | Notas          |
| ---- | -------------------- | -------------------- | -------------- |
| 2003 | Cremaster 3          |                      |                |
| 2006 | Marvelous            | Becka                |                |
| 2006 | World Trade Center   | Repórter             |                |
| 2008 | Quid Pro Quo         | Raine                |                |
| 2013 | In the Woods         |                      |                |
| 2014 | Rob the Mob          | Carrie               |                |
| 2014 | Young Ones           | Katherine Holm       |                |
| 2014 | Appropriate Behavior | Sasha                |                |
| 2014 | River of Fundament   | Isis                 |                |
| 2015 | STRYKA               | Stryka               | Curta-metragem |
| 2015 | In Stereo            | Trisha Bontecou      |                |
| 2017 | Rufus                | Celia                | Curta-metragem |
| 2018 | Unsane               | Ashley Brighterhouse |                |
| 2019 | Drunk Parents        | Heidi Bianchi        |                |

### Televisão
| Ano       | Título                   | Papel               | Notas                                                       |
| --------- | ------------------------ | ------------------- | ----------------------------------------------------------- |
| 2003      | Agatha Christie's Poirot | Lucy Crale          | Episódio: "Five Little Pigs"                                |
| 2011      | Naked in a Fishbowl      | Nance               | Episódio: "The Bold and the Bucious"                        |
| 2014      | Crossbones               | Antoinette          | 4 episódios                                                 |
| 2015      | The Mysteries of Laura   | Connie Baker        | Episódio: "The Mystery of the Exsanguinated Ex"             |
| 2015      | Power                    | Ellen Wenrich       | Episódio: "Ghost Is Dead"                                   |
| 2016      | Limitless                | Dr. Peri            | Episódio: "Hi, My Name Is Rebecca Harris"                   |
| 2016–2017 | Stranger Things          | Terry / Teresa Ives | 6 episódios                                                 |
| 2017      | Odd Mom Out              | Annabelle Hughes    | Episódio: "Homo Erectus"                                    |
| 2019      | Bull                     | Alice Yarrow        | Episódio: "Billboard Justice"                               |
| 2020      | Devs                     | Anya                | 3 episódios                                                 |
| 2020      | MacGyver                 | Jess Miller         | Episódio: "Thief + Painting + Auction + Viro-486 + Justice" |

## Vida pessoal
Mullins começou a namorar o ator Rupert Friend em 2013. Eles noivaram em maio de 2014 e casaram-se em maio de 2016.

## Prêmios
Em 2017 Mullins foi induzida ao National Women's Hall of Fame.